# باکره و کولی
باکره و کولی (به انگلیسی: The Virgin and The Gipsy) داستانی‌ست نوشتهٔ دیوید هربرت لارنس نویسندهٔ انگلیسی که در سال ۱۹۲۶ نوشته و در ۱۹۳۰ پس از مرگ نویسنده منتشر شد. نویسنده این کتاب را در مدت زمان بسیار کوتاهی نوشت (احتمالاً اواخر سال ۱۹۲۵ کار نوشتن را آغاز کرد و تا ژانویهٔ ۱۹۲۶ به پایان برد) و هرگز فرصت بازنگری آن را نیافت. بسیاری از منتقدان این کتاب را پیش‌نویس رمان مشهور نویسنده فاسق لیدی چترلی می‌دانند.
این کتاب که اشاره‌هایی به زندگی خود لارنس و فرارش با زنی متأهل به نام فریدا دارد، دیدگاه‌های نویسنده را دربارهٔ سکسوالیته و اخلاق بازتاب می‌دهد.

## خلاصه داستان
داستان باکره و کولی در روستایی کوچک در انگلستان رخ می‌دهد. قهرمان داستان، ایوت، دختر منزوی و حساس یک کشیش است که از زندگی ناگزیر خود بیزار است و معنایی فراتر را جستجو می‌کند. او با جوانی زیبا و کولی آشنا و به سرعت شیفتهٔ او و سبک زندگی متفاوتش می‌شود اما ترس‌های درونی و قراردادهای اجتماعی او را از کنش فعالانه بازمی‌دارد. تا این که یک حادثهٔ طبیعی به شکلی معجزه‌آسا تمام جهانی که او می‌شناخت را زیر و رو می‌کند و درهای دنیایی دیگر، سرشار از شور و شعف را به رویش می‌گشاید.